# 대한민국 제16대 대통령 선거 제주도
이 문서는 대한민국 제16대 대통령 선거의 제주도 지역 개표 결과이다.

## 개표 결과

### 제주시
|  | 54.62% |

|  | 41.44% |

|  | 3.41% |

|  | 0.23% |

|  | 0.18% |

|  | 0.09% |

### 북제주군
|  | 56.02% |

|  | 39.99% |

|  | 2.89% |

|  | 0.62% |

|  | 0.33% |

|  | 0.13% |

### 서귀포시
|  | 59.03% |

|  | 37.04% |

|  | 3.16% |

|  | 0.39% |

|  | 0.28% |

|  | 0.07% |

### 남제주군
|  | 57.92% |

|  | 37.62% |

|  | 3.25% |

|  | 0.66% |

|  | 0.37% |

|  | 0.15% |

## 전체 결과
|  | 56.05% |

|  | 39.93% |

|  | 3.25% |

|  | 0.37% |

|  | 0.28% |

|  | 0.10% |

새천년민주당 노무현 후보가 56.05%의 득표율을 기록하면서 승리를 거두었다. 이로써 지난 대선에 이어서 민주당계 정당은 제주도에서 2연승을 달성하게 되었다.
한나라당 이회창 후보는 39.93%의 득표율을 올리면서 2위를 차지했다.

### 주요 후보 결과
| 지역     | 이회창 | 이회창 | 노무현 | 노무현 |
| 지역     | 득표수 | 득표율 | 득표수 | 득표율 |
| -------- | ------ | ------ | ------ | ------ |
| 제주시   | 55,892 | 41.44% | 73,679 | 54.62% |
| 북제주군 | 20,345 | 39.99% | 28,501 | 56.02% |
| 서귀포시 | 15,077 | 37.04% | 24,026 | 59.03% |
| 남제주군 | 14,430 | 37.62% | 22,217 | 57.92% |

새천년민주당 노무현 후보가 제주도 내 모든 지역에서 승리를 거두었다. 특히 이회창 후보와 전 지역에서 10%p 이상의 격차를 벌리면서 넉넉하게 승리를 거두었다.
한나라당 이회창 후보는 전 지역에서 2위를 차지했다. 하지만 제주시에서만 40% 이상의 득표율을 기록하였을 뿐 나머지 지역에서는 30%대의 득표율에 머물렀다.

## 같이 보기
- 대한민국 제16대 대통령 선거